# Brachyiulus aydosius
Brachyiulus aydosius är en mångfotingart som beskrevs av Karl Wilhelm Verhoeff 1943. Brachyiulus aydosius ingår i släktet Brachyiulus och familjen kejsardubbelfotingar. Inga underarter finns listade i Catalogue of Life.